# Mạch nước

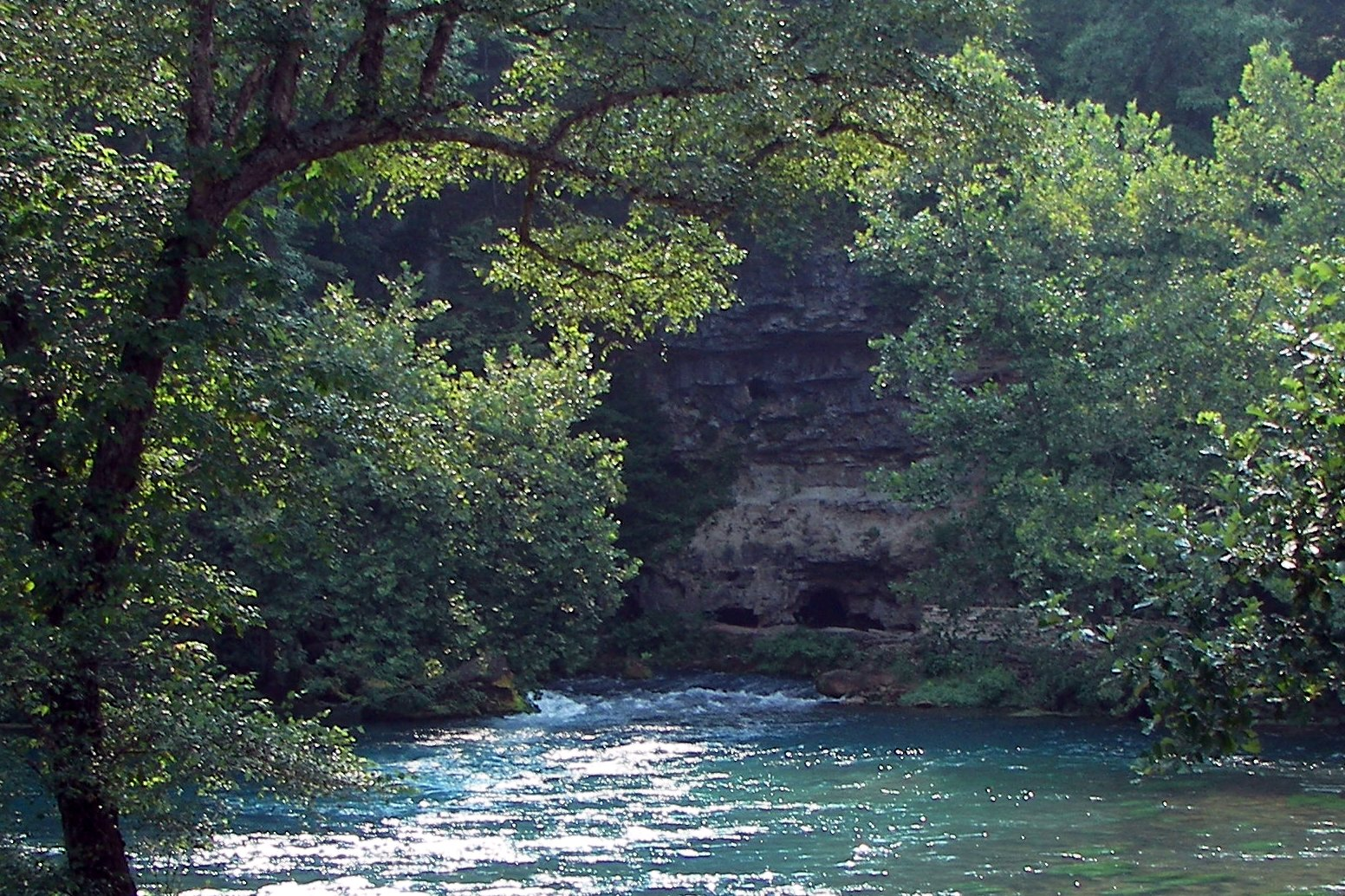
Trung bình một ngày gần 300 triệu gallon nước chảy ra từ Big Spring ở Missouri với tốc tộ 465 cfs.

Mạch nước (tiếng Anh: spring) — là một thành phần của thủy quyển. Nó là nơi dòng nước chảy từ lòng đất lên bề mặt. Do vậy, mạch nước là nơi bề mặt tầng ngậm nước gặp với bề mặt của mặt đất tự nhiên.